# Cantó de Marsella Vauban
El cantó de Marsella Vauban és un cantó francès del departament de les Boques del Roine, situat al districte de Marsella. És format per part del municipi de Marsella.

## Municipis
Aplega tot o part dels següents barris de Marsella:
- Vauban
- Lodi
- Castellane
- Saint-Victor
- Périer
- Le Rouet

| Data d'elecció                           | Identitat     | Partit | Qualitat |
| ---------------------------------------- | ------------- | ------ | -------- |
| 2004-                                    | André Malrait | UMP    |          |
| les dades anteriors no són pas conegudes |               |        |          |